# 安德烈·道森
安德烈·諾蘭·道森（英語：Andre Nolan Dawson，1954年7月10日—），綽號「老鷹」和「傑出道森」，為美國職棒大聯盟的外野手。21年職棒生涯分別效力於博覽會、小熊、紅襪與馬林魚等隊。
道森於1977年拿下國聯新人王，生涯入選8次明星賽。1987年，他拿下聯盟的全壘打王和打點王，並同時囊括金手套獎、銀棒獎與年度MVP。
道森原本是名中外野手，不過博覽會隊主場蒙特婁奧林匹克體育場的人工草皮讓他的膝蓋出現問題，使他被迫移防右外野。不過他生涯仍拿下8座金手套獎，最後他在2010年入選名人堂。

## 職業生涯

### 蒙特婁博覽會
1975年美國職棒大聯盟選秀，博覽會在第11輪250順位選進道森。他在隔年9月11日登上大聯盟。1977年，他整年的打擊率為2成82，並敲出19轟與21次盜壘成功。最後他拿下國聯新人王。道森是一名速度與力量兼具的球員，他在博覽會隊有7次達成單季20轟，而且生涯前7個球季皆能穩定送出至少20次盜壘成功。1980年，他拿下了生涯首座金手套獎。而且他也在1981年和1983年的MVP票選上拿下第二名。
在博覽會隊時期，道森一度豎下許多隊史單季紀錄。像是單季全壘打數、打點數、長打數與犧牲打數，其中犧牲打數至今仍是第一。而且他分別在1978年和1985年締造單局敲出兩轟的紀錄，這項紀錄目前大聯盟歷史上僅有5名選手可達成。

### 芝加哥小熊
1986年球季結束後，道森成為自由球員。而他的膝蓋也深受人工草皮所苦，因此他希望自己可以到一個主場外野是自然草皮的球隊打球。不過道森因為與球隊老闆曾有過勾結紀錄，因此一度沒球隊要他。後來他跟小熊隊簽約，而他因為膝蓋傷勢移防中外野。當時他以50萬美元與球隊簽約，這是隊上球員第二低的紀錄。如果他在上半季沒有受傷的話可以得到15萬美元的額外獎金，入選明星賽可以再拿5萬美元。最後他兩項條件都達成了，小熊隊也再給他一個條件，如果他能拿下季後賽的系列賽MVP，他就能再拿到10萬美元加給。結果最後道森拿下年度MVP，小熊隊卻連季後賽都沒打進去，因此道森最終沒拿下那10萬元。
這年他敲出國聯最多的單季49轟，並拿下全壘打大賽冠軍。他也因此拿下年度MVP。不過小熊隊的戰績卻從季中的第一掉到最後一名，該年僅拿下76勝85敗，在東區排名墊底。
道森也是第一位來自爐主球隊的MVP得主，後來他又在小熊待了5個球季。1989年，這年可說是道森打得最糟糕的一季，但是小熊卻闖進了季後賽。結果道森在國聯冠軍賽打擊率僅有1成05，小熊隊1勝4敗被巨人隊淘汰。

### 生涯後期
1992年球季結束後，道森成為自由球員。他在該年10月與紅襪隊簽約。1993年4月15日，他敲出生涯400轟。
他在紅襪隊待了兩年，因為膝傷所苦分別只出賽121場和75場比賽。之後他在馬林魚隊待了兩年，於1996年宣布退休。退休後，道森仍在馬林魚球團幕後工作。他也在2003年拿下他生涯第一枚冠軍戒。
2003年開始，他離開棒球界而進入殯葬業服務。2020年4月，因為COVID-19疫情肆虐，意外導致道森的公司業績成長。不過他在受訪時仍提到這不是一件好事，他的妻子也因為這樣必須協助他處理更多工作事務。At the time of the story, his wife of 42 years, Vanessa, was the office manager, while an uncle ran day-to-day operations.

### 成就
道森生涯敲出2774支安打、438轟、314次盜壘成功與1591分打點。歷史上只有8位球員能達成生涯300轟與300盜，而道森就是其中一人。他更是達成歷史上僅有5人達成的400轟300盜。
1997年，博覽會隊將道森的10號球衣永久退休(雖然這個號碼在1993年就因為Rusty Staub而退休一次了)。2010年，國民隊將他列入榮譽之戒的名單內。而他在2019年入選國家大學棒球名人堂。

## 生涯打擊數據
| 出賽次數 | 打席  | 打數 | 得分 | 安打 | 二安 | 三安 | 全壘打 | 打點 | 盜壘 | 保送 | 三振 | 打擊率 | 上壘率 | 長打率 | 守備率 |
| -------- | ----- | ---- | ---- | ---- | ---- | ---- | ------ | ---- | ---- | ---- | ---- | ------ | ------ | ------ | ------ |
| 2627     | 10769 | 9927 | 1773 | 2774 | 503  | 98   | 438    | 1591 | 314  | 589  | 1509 | .279   | .323   | .482   | .983   |

## 名人堂

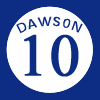
1997年，博覽會隊將道森的10號球衣退休。

2010年，道森在第9次的票選資格中成功入選名人堂。當時他所處的時代屬於禁藥時代，不過他的上壘率仍維持在3成23。儘管他生涯未打過世界大賽，他還是靠著此一數據獲得名人堂的青睞。道森的名人堂匾額上還寫道他是博覽會隊的隊長。

## 外部連結
- 球員資訊和成績在MLB ，ESPN ，Retrosheet ，Baseball Reference ，Baseball Reference (Minors) ，Fangraphs ，Baseball Almanac （英文）
- 安德烈·道森在台灣棒球維基館上的頁面（繁體中文）